# Mess (fiume)
Il Mess è un fiume lussemburghese che attraversa il Distretto di Lussemburgo. È un affluente dell'Alzette, e di conseguenza un sub-affluente del Reno tramite il Sûre (o Sauer) e la Mosella.
La sua sorgente è situata ad un'altezza di 352 metri a nord-ovest di Schouweiler, nel comune di Dippach, al confine della foresta Schullerboesch, nel Cantone di Capellen.
Lungo il suo percorso attraversa, oltre a Dippach, i villaggi di Sprinkange e Bettange-sur-Mess, poi il comune di Reckange-sur-Mess con i villaggi di Ehlange-sur-Mess e Wickrange, ed infine il comune di Mondercange con il villaggio di Pontpierre, prima di confluire nell'Alzette nei pressi di Bergem, nel Cantone di Esch-sur-Alzette, ad un'altitudine di 277 metri.